# Rami Saari
Rami Saari (Petah Tiqwa, 1963) è uno scrittore israeliano.

## Biografia
Si è laureato all'Università di Helsinki in filologia semitica e ugro-finnica e ha effettuato il dottorato in lettere e filosofia presso l'Università ebraica di Gerusalemme. Dal 2002 Saari ha lavorato come capo redattore alle pagine letterarie sulla poesia israeliana nel sito web di Poetry International.
Oltre ai suoi libri di poesia pubblicati in ebraico, dal 1996 ha tradotto più di quaranta libri di letteratura albanese, catalana, spagnola, estone, greca, ungherese e portoghese. Dal 2005 ha iniziato a pubblicare una collana intitolata Tzafòn (“Nord” in ebraico), dedicata alla promozione e alla pubblicazione di letteratura dei paesi baltici e scandinavi in Israele.
Alcune delle sue poesie sono state tradotte in italiano da Martha L. Canfield, Arnold de Vos, Sara Pagnini e Ariel Rathaus. Per la sua opera poetica Saari ha vinto il premio del Primo Ministro, nel 1996 e nel 2003, e per le sue traduzioni ha vinto nel 2006 il premio Saul Chernikhovsky.

## Opere
- Guarda, ho incontrato la mia casa (1988)
- Uomini al bivio (1991)
- La strada del dolore coraggioso (1997)
- Il libro della vita (2001)
- Quanta, quanta guerra (2002)
- Il quinto shogun (2005)